# Polizeiruf 110: Im Netz
Im Netz ist ein deutscher Kriminalfilm von Rodica Doehnert aus dem Jahr 1995. Der vom SFB produzierte Fernsehfilm erschien als 173. Folge der Filmreihe Polizeiruf 110.

## Handlung
Zollkontrolleur Felix Borowski hat genug: Einst erwischte er seinen ehemaligen Schulfreund Karsten Kappel bei einem kleinen Schmuggel über die deutsch-polnische Grenze und ließ ihn fahren. Seither ist er Teil der Bande um Karsten, die inzwischen in großem Stil Zigaretten per LKW über die Grenze schmuggelt, will jedoch aussteigen. Andere Bandenmitglieder mit gleichen Plänen waren kurze Zeit später tot, so ermittelte die Polizei vergeblich in den Mordfällen Biesalski und Dieter Fischbach, genannt Weißling. Karsten schützt Borowski zwar vor den Mitgliedern der Bande, die ihm jedoch einen Denkzettel verpassen wollen. Sie lauern seiner Frau Lisa nach Ende ihrer Arbeit auf und überfahren sie fast. Nur Borowski kann sie durch einen Warnruf auf den Wagen aufmerksam machen. Lisa ist verblüfft, dass ihr Mann zufällig vor Ort war, fragt immer wieder nach und erfährt schließlich die Wahrheit. Borowski erklärt ihr, dass er erpresst wird, Teil einer Schmugglerbande ist und noch einmal bei einem Coup mitmachen will, bevor er seinen Ausstieg aus der Bande besiegeln wird.
Beim letzten Coup – Borowski soll zwei LKWs mit Schmugglergut über die Grenze winken – geht alles schief. Er erhält einen Kollegen an die Seite, der eine genaue Untersuchung des zweiten LKWs durchsetzt. Der Fahrer wird kurz darauf verhaftet. Bandenmitglied Siegfried Stein, der Borowski aus der Ferne beobachten sollte, sieht alles und bemerkt auch, dass Borowski während der Festnahme des Fahrers flieht. Er folgt ihm. Am nächsten Tag finden die Ermittler – Hauptkommissarin Tanja Voigt und Kommissar Jens Hoffmann – das ausgebrannte Fahrzeug Borowskis und eine Leiche vor. Lisa Borowski wird der Tod ihres Ehemanns mitgeteilt. Auf Fotos identifiziert sie Siegfried Stein als den Mann, der sie umfahren wollte. Stein jedoch ist nicht daheim.
Bei einem Abendspaziergang steht plötzlich Borowski vor seiner Frau. Beim Toten handelt es sich um Siegfried Stein, der ihm gefolgt war und den er im Kampf umbrachte, in sein Auto setzte und verbrennen ließ. Nun will Borowski Geld beschaffen, um anschließend mit Lisa und Tochter Juliane zu fliehen.
Borowski sucht Karsten auf, den er k. o. schlägt und in eine ehemalige Kaserne bringt. Er zwingt ihn zu einem Telefonat mit der Bande: Karsten gibt ein gutes Geschäft vor und verlangt, dass man ihm am nächsten Tag eine hohe Summe Bargeld bringt. Da er betont, dass der Überbringer allein kommen soll, wo dies doch selbstverständlich ist, werden die Mitglieder Pit und Glatzke misstrauisch. Sie beschließen, beide zum Treffpunkt zu fahren. Die Ermittler haben unterdessen herausgefunden, dass es sich bei der Leiche nicht um Borowski handelt. Lisa gibt zu, zu wissen, dass ihr Mann noch lebt, doch habe er ihr gegenüber keine Hinweise auf Pläne oder Aufenthaltsort gegeben.
Bei der Geldübergabe erscheint Karsten vor Pit unsichtbar präpariert, so trägt er Sprengstoff am Körper, den Borowski aus der Ferne jederzeit zum Explodieren bringen kann. Als Pit abgefahren ist, erscheint Borowski, wird jedoch vom plötzlich auftauchenden Glatzke überwältigt. Beim Zweikampf der beiden wird die Fernzündung aktiviert und Karsten stirbt. Borowski entkommt mit dem Geld. Er holt Juliane von der Schule ab und macht sich mit seiner Frau einen Treffpunkt an einer Raststätte aus. Die Ermittler heften sich an die Fersen Lisas und erhalten über einen Verkehrshubschrauber und Streckenposten schließlich Nachrichten, wo sich ihr und später Borowskis Wagen befindet. Auch Glatzke ist hinter Borowski her. Der wiederum macht Lisa zunehmend Angst, rast trotz Übermüdung und weigert sich schließlich gänzlich, Pausen einzulegen. Erst in einem Waldstück hält er an, wo eine Waldhütte als nächtliches Lager dienen soll. Plötzlich erscheint Glatzke und nimmt Juliane als Geisel. Er entwaffnet Borowski und will ihn erschießen, als Jens Hoffmann wiederum Glatzke erschießt. Borowski wird von Tanja Voigt und Jens Hoffmann festgenommen, während Lisa Juliane in die Arme schließt.

## Produktion
Die Kostüme des Films schuf Aenne Plaumann, die Filmbauten stammen von Bernd Kuka. Der Film erlebte am 23. Juli 1995 in der ARD seine Fernsehpremiere. Die Zuschauerbeteiligung lag bei 20,2 Prozent.
Es war die 173. Folge der Filmreihe Polizeiruf 110. Tanja Voigt ermittelte in ihrem 5. Fall; Jens Hofmann in seinem 4. und letzten Fall. Mit Song for Lisa (Text: Freya Fall) hatte die Folge einen eigenen Titelsong, der über Vor- und Nachspann lief.

## Kritik
Die Süddeutsche Zeitung schrieb, Im Netz sei „ein Paradebeispiel für die Qualitäten, die die erfolgreiche Krimireihe aus der DDR zu einem gelungenen Gemeinschafts- und Konkurrenzunternehmen mit dem Tatort gemacht haben: Hier wurde stets auf das Milieu und den psychologischen Hintergrund geachtet, der Zeitgenossen prägt und sie zu Tätern und Schuldigen machen kann.“ Die TV Spielfilm befand, dass der Film ein „solides Krimidrama mit viel Lokalkolorit“ sei, auch wenn sich Tanja Voigt „leider in Milieustudien [verliert]“.
Die Frankfurter Rundschau verriss den Film, der papierne Dialoge mit einer „phantasielos und umständlich erzählte[n] Handlung“ verbinde; die Musik sei „schlecht eingesetzt, der szenische Aufbau ohne dramaturgisches Gespür.“ „Die Logik der Handlung schlägt Purzelbäume“, befand auch Peter Hoff.